# Aki-ku (Hiroshima)

Lage des Bezirks Aki in der Stadt Hiroshima

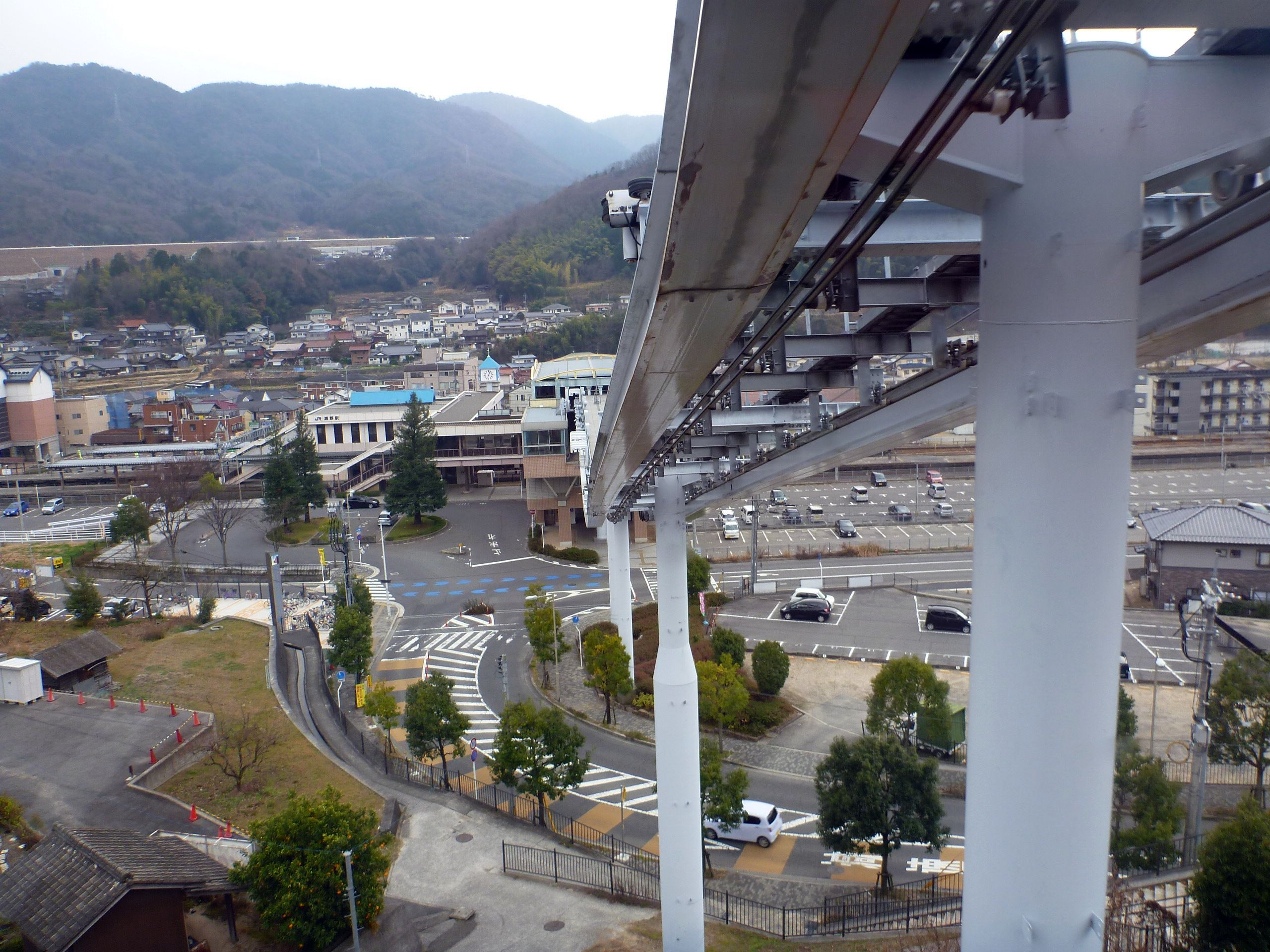
Blick von der Sky Rail über den Bahnhof Seno

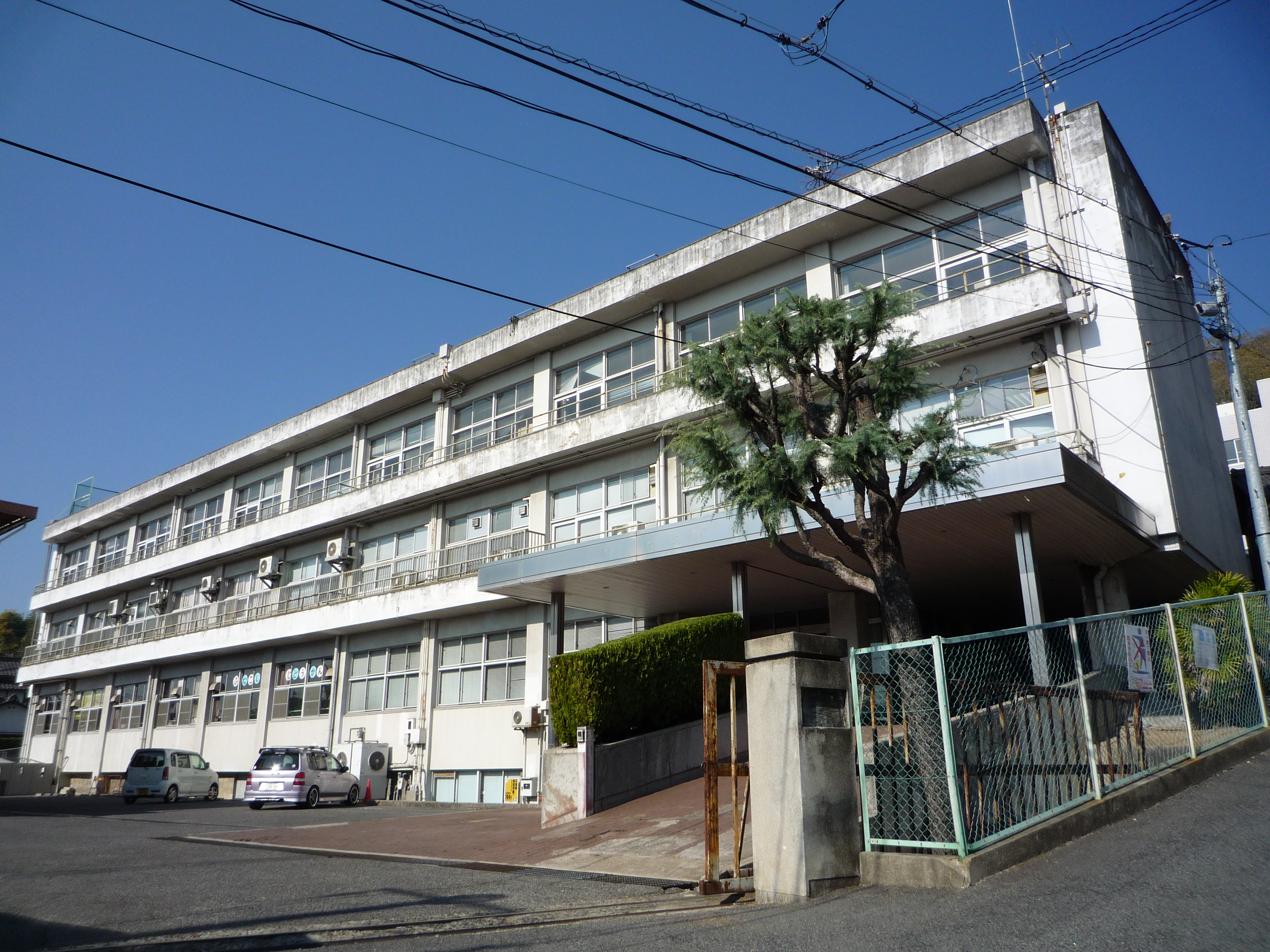
Das ehemalige Rathaus von Funakoshi, heute ein Außengebäude der Bezirksverwaltung von Aki (Aki-kuyakusho) im Stadtteil Funakoshi

Aki (japanisch 安芸区 Aki-ku, deutsch ‚Bezirk Aki‘) ist seit 1980 ein Bezirk (-ku) der Stadt (-shi) Hiroshima, der Hauptstadt der japanischen Präfektur (-ken) Hiroshima. Er umfasst in den 1970er Jahren am östlichen Stadtrand eingemeindete ehemalige Teile des Landkreises (-gun) Aki, namentlich die früheren Städte (-chō) Senogawa, Yano, Funakoshi und das Dorf (-mura) Kumanoato. Nachdem weitere ursprünglich geplante Eingemeindungen aus dem Kreis Aki (Städte Kaita, Kumano, Saka) letztlich nicht durchgeführt wurden, gliedert er sich in zwei territorial nicht zusammenhängende Teile, wobei Yano im Süden als Exklave vom restlichen Stadtgebiet von Hiroshima durch die Stadt Kaita getrennt ist. Der Bezirk hat eine Einwohnerzahl von 77.480 (Stand: 1. Februar 2021) und eine Fläche von 94,08 km² (Stand: 1. Januar 2023).
Zu den Bergen im Bezirk gehören der über 680 m hohe Gosasou-zan (呉娑々宇山) im Westen, der 374 m hohe Rengeji-yama (蓮華寺山) und der 593 m hohe Ege-san (絵下山) im Süden. Die wichtigsten Flüsse („Flüsse 2. Ordnung“) sind der nur gut drei Kilometer lange Yano-gawa (矢野川) an der Flanke des Ege-san und der 22,5 km lange Seno-gawa (瀬野川). Beide münden in die Bucht von Kaita (Kaita-wan). 
Eisenbahnanschluss für den nördlichen Hauptteil des Bezirks ist die San’yō-Hauptlinie der westjapanischen JR, die durch das Senogawa-Tal führt; auf dem Bezirksgebiet liegen die Bahnhöfe Seno, Nakano-higashi und Aki-Nakano. Yano im Süden wird durch die Kure-Linie mit dem Bahnhof Yano angeschlossen. Die beiden Bahnstrecken treffen sich auf dem Weg in die Innenstadt in der Stadt Kaita am Bahnhof Kaitaichi. Die Sky Rail als eine Art Einschienengondelbahn verbindet die in den späten 1990er Jahren eröffnete New Town Sky Rail Town [Seno-]Midorizaka (スカイレールタウン[瀬野]みどり坂) mit dem Bahnhof Seno.
Im Aki-ku liegen mehrere „danchi“ (meist öffentliche Planwohnsiedlungen vor allem der Wiederaufbau- und Wirtschaftswunderjahrzehnte nach dem Zweiten Weltkrieg) und neben der genannten New Town noch die ebenfalls aus den späten 1990er Jahre stammende [Aki-]Yano New Town ([安芸]矢野ニュータウン) im Süden. Die beiden New Towns hatten nach Angaben der Stadt 2012 zusammen rund 13.000 Einwohner.
Die private Hiroshima-Kokusai-Gakuin-Hochschule hat ihren Sitz und Hauptcampus im Stadtteil Nakano. Es gibt eine Oberschule im Bezirk, die präfekturbetriebene Oberschule Aki-Süd (広島県立安芸南高等学校 Hiroshima kenritsu Aki-minami kōtō-gakkō), fünf von der Stadt getragene Mittelschulen und zehn städtische Grundschulen.